# Willi Moser
Pour les articles homonymes, voir Moser.
Willi Moser (2 novembre 1887 à Breslau - 18 octobre 1946 en Russie) est un General der Artillerie allemand qui a servi au sein de la Heer dans la Wehrmacht pendant la Seconde Guerre mondiale.
Il a été récipiendaire de la Croix de chevalier de la Croix de fer. Cette décoration est attribuée pour récompenser un acte d'une extrême bravoure sur le champ de bataille ou un commandement militaire accompli avec succès.

## Biographie
Willi Moser est capturé par les troupes soviétiques en 1945 et meurt en captivité dans un camp de prisonniers de guerre soviétique le 18 octobre 1946.

## Décorations
- Croix de fer (1914)
  - 2e Classe
  - 1re Classe
- Croix d'honneur
- Agrafe de la Croix de fer (1939)
  - 2e Classe
  - 1re Classe
- Croix allemande en Or (27 mai 1942)
- Croix de chevalier de la Croix de fer
  - Croix de chevalier le 26 octobre 1941 en tant que Generalleutnant et commandant de la 299. Infanterie-Division[1]